# Letheobia scortecci
Rhinotyphlops scorteccii là một loài rắn trong họ Typhlopidae. Loài này được Gans & Laurent mô tả khoa học đầu tiên năm 1965.